# 埃里希·莱因斯多夫
埃里希·莱因斯多夫（德語：Erich Leinsdorf，1912年2月4日—1993年9月11日），原名埃里希·蘭道爾（Erich Landauer），奥地利裔美国指挥家。他与美国和欧洲的许多主要管弦乐团和歌剧院有过合作并有录音，以其严格的标准和尖刻的个性赢得了声誉。他还出版了一些有关音乐的书籍和论文。

## 生平
萊因斯多夫生于维也纳的一个犹太家庭，5岁时在当地一所学校学习音乐。十几岁时为歌手担任钢琴伴奏。他在萨尔茨堡莫扎特音乐大学学习指挥，后来在维也纳大学和维也纳音乐学院学习。从1934年到1937年，他在萨尔茨堡音乐节担任著名指挥家布鲁诺·沃尔特和阿图罗·托斯卡尼尼的助手。
1937年11月，莱因斯多夫前往美国，在纽约大都会歌剧院担任助理指挥。几个月后，奥地利被纳粹德国合并，他成了欧洲难民而在此长期任职，并于1942年成为美国公民。
战后他也间或回欧洲演出，但他的事业重心还是在美国。他被认为是瓦格纳专家，其实他指挥的《图兰朵》也很具水平（主角为比尔吉特·尼尔森，约西·毕约林和苔巴尔蒂）。一方面由于他接受的教育，另一方面他的剧目，莱因斯多夫被认为是典型的歌剧指挥家。
1962年他继查理·明希后成为波士顿交响乐团指挥。1978–1980年間担任柏林广播交响乐团首席指挥。
萊因斯多夫在瑞士苏黎世因癌症去世，享年81岁。。

## 作品

### 演出紀錄
以下曲目来源为 Horst Seeger的《歌剧百科全书》, Henschelverlag Berlin (DDR), 4. Auflage 1989.
- 瓦格纳：女武神，罗恩格林，特里斯坦与依索尔德，纽伦堡的名歌手
- 普契尼：托斯卡，蝴蝶夫人，图兰朵，波西米亚人，
- 理查德·施特劳斯：阿里阿德涅在纳克索斯，莎乐美
- 威尔第：阿依达，假面舞会, 马克白
- 莫扎特：女人皆如此，唐璜，费加罗的婚礼
- 埃里希·科恩戈尔德：死城
- 唐尼采蒂：拉美末的露西娅
- 罗西尼：塞维利亚理发师

## 外部連結
- 埃里希·莱因斯多夫的Discogs页面（英文）
- 埃里希·莱因斯多夫在Allmusic上的頁面
- Bruce Duffief与埃里希·莱因斯多夫的两次访谈 （页面存档备份，存于），1983-03-19及1986-12-15
- Biografie mit Fotos
- Gespräch mit Erich Leinsdorf (PDF-Link)